# Arijan
Arijan iz Nikomedije (starogrško Ἀρριανός Arrianos; latinsko Lucius Flavius Arrianus, starogrški zgodovinar in filozof ter senator Rimskega imperija,  * ok. 86/89, Nikomedija, Bitinija, † po  146/160, Atene. 
Bil je eden izmed najbolj imenitnih avtorjev drugega stoletja rimskega imperija. Napisal je številna zgodovinska dela, najbolj prepoznaven pa je po setu knjig Alexándrou Anábasis (Anabaza o Alexandru Velikemu), obširnem življenjepisu o Aleksandru Velikem.

## Življenje
Arijan je odraščal v premožni in ugledni družini z državljanskimi pravicami v Bitiniji. Družinsko ime ‘Titus Flavius’ so pogosteje podeljevali med letoma 70 in 96 n. št. vendar, ker Arijanovo ime sestavlja ‘Lucisu Flavius’, lahko predvidevamo, da so njegovim prednikom državljanstvo in samo ime podelili že pred tem. 
V Nikopolisu je nadgrajeval svoje znanje s prebiranjem filozofskih del. V tem glavnem mestu rimske province pa je imel Epiktet, eden vodilnih predstavnikov poznega stoicizma, majhno šolo. Eden od njegovih učencev in Arijanovih prijateljev je bil kasnejši cesar Hadrijan.
Arijan je izhajal iz vplivne družine, zato je sledil predvidljivi karieri. Preden je postal senator je služil v vojski kot častnik v eni izmed legij leta 107 n. št. V razpravi Cynegeticus omeni eno kratko pripombo, ki je bila interpretirana kot referenca njegovih dolžnosti. Verjetno je služil kot konjeniški častnik nekje na ob limesu na Bavarskem. Kasneje je vodil dve legiji. To potrjuje njegove uspehe v vojski prav tako pa je možno, da je takrat deloval tudi v Dakiji, ki jo je priključil cesarstvu cesar Trajana. Hadrijan je bil Trajanov posinovljenec.
Leta 120 n. š. je bil v Nikomedeji potres, vendar ni znano ali je bil takrat Arijan v svojem rojstnem mestu. Najverjetneje je leta 125 postal guverner Andaluzije in leta 128 skupaj s Hadrijanom obiskal Afriko. To ne mora biti dokazano, ampak na ta dva dogodka sta omenjena v Arijanovem delu Cynegeticus. 
Med letoma 129 in 136 je služil kot konzul položaj konzula skupaj s tako imenovanim Severusom. V katerem letu sta oba služila, ni natančno znano. Zaradi odsotnosti cesarja Hadrijana sta imela navedena konzula pomembne regentske dolžnosti, ki sta jih morala opraviti v Rimu. 
Okoli leta 132 ga je Hadrijan imenoval  za guvernerja mejne province Kapadokije, ki si je lastila dve legiji. S tem dejstvom je razvidno, da je bil Arijan vojaško zelo izurjen in neodvisen, saj mu drugače rimski cesar ne bi zaupal dveh legij. 
Eno prvih njegovih dejanj v službi guvernerja je bilo inšpekcijsko potovanje po obalah Črnega morja, o čemer je napisal tudi eno izmed njegovih del. Leta 134, je nomadsko ljudstvo Alanov iz današnjega Kazahstana grozilo obmejnim provincam na obalah Črnega morja, zato je vojaško posredoval s svojima dvema legijama XV Apollinaris in pa XII Fulminata in jih zatrl še preden so postali nevarni. Nekaj let kasneje izda red bojov proti Alanom, kjer navaja nasvete drugim rimskim poveljnikom v boju proti nomadom. 
Po letu 137 se je ustalil v Atenah, kjer je vodil mestno upravo (arhont).

## Dela
Anabaza o Aleksandru Velikemu (Ἀλεξάνδρου Ἀνάβασις) je ena izmed Arijanovih najpomembnejših zgodovinskih del. Knjiga je ohranjena v celoti in razdeljena na 7 delov. Avtor je uporabil preprost slog pisanja. Obravnava pohode in življenje Aleksandra Velikega, dogodke po njegovih dosežkih in vse to je predstavljeno v povezavi z zgodovino Indije, ki je prav tako omenjena v knjigi. Obsežno je pisal o etnografskih vidikih ljudi in pokrajin osvojenega perzijskega cesarstva, rdečo nit pa predstavlja vojaški vidik, bitke in osvojitve Makedoncev. Na več mestih je kritičen do Aleksandrovih odločitev in obnašanja. 
Arijanove Anabaze ne smemo mešati s starejšo Anabazo, ki jo je napisal grški vojskovodja Ksenofon in govori o pohodu deset tisoč grških najemnikov v Perzijski imperij in o njihovem taktičnem umiku, ko so se tam izkazali za nezaželene.
Arijan je v svoji politični karieri našel čas tudi za pisanje številnih drugih knjig, ki zaobjemajo filozofijo, zgodovino in vojaško teorijo. To pa so naslednja dela:
Zabeležke o Epiktetu (Ἐγχειρίδιον Ἐπικτήτου): knjiga, ki je bila najbolj priljubljena v filozofskem pogledu. 
Bithyniaca: Zgodovina Bitinije. 
Periplus (Περίπλους τοῦ Εὐξείνου Πόντου)': antični vodič po obalah Črnega morja, knjiga ima 25 delov v obliki pisem napisanih za Hadrijana. Napisana pa je bila pred letom 132 n. št.. Knjiga se je ohranila.
O vojni taktiki (Τέχνη τακτική): knjiga, ki je bila namenjena njegovemu prijatelju Hadrijanu za darilo. Govori o vojaški taktiki in urjenju, napisana pa je bila leta 136/137. 
Indika (Ἰνδική): delo kjer je že po naslovu razvidno, da pripoveduje o Indiji, opisuje deželo in vračanje Aleksandrovega admirala Nearha nazaj domov. V primerjavi s knjigo Periplusom, je ta veliko bolj pripovedna in kompleksna od preprostega opisa Črnega morja. 
Ta met' Alexandron: v tem fragmentarno ohranjenem delu je opisano življenje v prvih letih po Aleksandrovi smrti.. 
Navedena so ena izmed njegovih najpomembnejših del, pisal je še druga dela, saj jih je kot filozof, zgodovinar in vojaški teoretik napisal kar nekaj. S svojimi deli si je prislužil vzdevek “drugi Ksenofon”. Ni bil poznan le kot dober filozof temveč tudi kot zgodovinar. Knjige je pisal predvsem z namenom, da bi nas soočil z resnico in da bi se zavedali junaških dejanj vseh zaslužnih ljudi v tistem času. Zavedal se je kvalitete svojih del, vendar kot filozof je moral biti samokritičen do njih. Mogoče pa je imel prav zaradi tega toliko kvalitetnih del, ker je vedno znova poskušal izboljšati svoj slog pisanja.